# Nelsonia (planta)
Nelsonia es un género de plantas con flores de la familia Acanthaceae. El género tiene 4 especies de hierbas. Se distribuye por África tropical en Madagascar, a América Latina, Australia y el sudeste de Asia.

## Taxonomía
El género fue descrito por  Robert Brown y publicado en Prodromus Florae Novae Hollandiae 480–481. 1810. La especie tipo es:  Nelsonia campestris R. Br. 

## Especies aceptadas deNelsonia
- Nelsonia canescens (Lam.) Spreng.
- Nelsonia gracilis Vollesen
- Nelsonia nummulariaefolia (Vahl) Roem. & Schult.
- Nelsonia smithii Oerst.